# (3145) Walter Adams
(3145) Walter Adams (1955 RY; 1955 SY1; 1955 TD; 1981 RS2) ist ein ungefähr drei Kilometer großer Asteroid des inneren Hauptgürtels, der am 14. September 1955 im Rahmen des Indiana Asteroid Programs am Goethe-Link-Observatorium in Brooklyn, Indiana (IAU-Code 760) entdeckt wurde. Durch das Indiana Asteroid Program wurden insgesamt 119 Asteroiden neu entdeckt.

## Benennung
(3145) Walter Adams wurde nach dem US-amerikanischen Astronomen Walter Sydney Adams (1876–1956) benannt, dessen spektroskopische Untersuchungen von Sonnenflecken und Sternen mit Arnold Kohlschütter zur Entdeckung einer spektroskopischen Methode zur Bestimmung der Sternentfernungen führten. Adams identifizierte Sirius B als den ersten bekannten Weißen Zwerg und seine Messung seiner Gravitationsrotverschiebung wurde als Beweis für die Allgemeine Relativitätstheorie herangezogen. Er war von 1923 bis 1946 Direktor des Mount-Wilson-Observatoriums (IAU-Code 672). Die Benennung wurde von Frank K. Edmondson vorgeschlagen.